# Hartwig
Hartwig ist ein deutscher männlicher Vorname und ein Familienname.

## Herkunft und Bedeutung
- vom althochdeutschen harti oder herti, „hart“, „stark“, „fest“, „entschlossen“, und wig, „Kampf“, „Krieg“

## Christlicher Namenstag
- 14. Juni
- 5. Dezember (nach dem katholischen Gotteslob)

## Namensträger

### Einname

#### Grafen
- Hartwig I. (Bayern), Pfalzgraf
- Hartwig II. (Bayern), Pfalzgraf

#### Bischöfe
- Hartwig (Bamberg) († 1053), Bischof von Bamberg und deutscher Kanzler
- Hartwig (Basel) (um 870), Bischof von Basel
- Hartwig I. (Bremen)
- Hartwig II. (Bremen)
- Hartwig (Brixen) (um 990–1039), Bischof von Brixen
- Hartwig I. von Stade (vor 1124–1168), Erzbischof von Bremen
- Hartwig I. von Lierheim († 1184), Bischof von Augsburg
- Hartwig II. von Utlede († 1207), Erzbischof von Bremen
- Hartwig von Grögling-Dollnstein († 1223), Bischof von Eichstätt
- Hartwig von Hersfeld (auch Lambert; † 1090), Gegenerzbischof von Magdeburg
- Hartwig von Passau († 866), Bischof von Passau
- Hartwig I. von Regensburg
- Hartwig II. (Regensburg)
- Hartwig (Salzburg) († 1023), Erzbischof von Salzburg
- Hartwig von Spanheim († 1102), Erzbischof von Magdeburg
- Hartwig I. von Spanheim († 1126), Bischof von Regensburg
- Hartwig II. von Spanheim († 1164), Bischof von Regensburg

#### Äbte
- Hartwig (Megingaudshausen) († 892), Abt von Megingaudshausen

### Familienname

#### A
- Adele Hartwig (1872–1968), österreichische Schauspielerin sowie Theatergründerin und -leiterin
- Almuth Hartwig-Tiedt (* 1959), deutsche Politikerin (Die Linke)
- André Hartwig (* 1983), deutscher Shorttracker
- Andrea Hartwig (* 1958), deutsche Chemikerin, Toxikologin und Hochschullehrerin

#### C
- Charlotte Hartwig (1920–2009), deutsche Widerstandskämpferin und Politikerin

#### D
- Dag Holtan-Hartwig (* 1991), norwegischer Sänger, Komponist und Musikproduzent
- Daniel Hartwig (* 1978), deutscher Schauspieler und Moderator
- Dieter Hartwig (* 1943), deutscher Marineoffizier, Politologe und Kommunalpolitiker (SPD)

#### E
- Edgar Hartwig (* 1928), deutscher Historiker
- Edward Hartwig (1909–2003), polnischer Fotograf
- Elisabeth Hartwig (* 1966), deutsche Benediktinerin, Äbtissin von St. Walburg
- Emil Hartwig (Politiker) (1873–1943), deutscher Politiker (DNVP)
- Emil Bert Hartwig (1907–1996), deutscher Maler
- Ernst Hartwig (1851–1923), deutscher Astronom
- Ernst Wilhelm Hartwig (1829–1903), deutscher Pädagoge, Gymnasialdirektor und Schulrat

#### F
- Franz Hartwig (* 1986), deutscher Schauspieler
- Franz Gotthold Hartwig (1742–1820), deutscher Theologe
- Friederike Wilhelmine Hartwig (1777–1849), deutsche Schauspielerin
- Friedrich Hartwig (1832–1907), deutscher Kaufmann und Politiker
- Friedrich Hartwig (Politiker) (1884–1962), Rittergutsbesitzer, Mitglied des Kurhessischen Kommunallandtages Kassel
- Fritz Hartwig (aktiv 1918/1919), deutscher Schauspieler

#### G
- Georg Hartwig (1840–1927), deutscher Theologe
- Gustav Hartwig (Politiker) (1839–1908), deutscher Baumeister und Politiker
- Gustav Hartwig (Architekt) (1908–1991), deutscher Architekt und Baumeister

#### H
- Hans Hartwig (Unternehmer) (1917–1994), deutscher Unternehmer und Verbandsfunktionär
- Hans Hartwig (1917–2012), deutscher Komponist und Dirigent
- Heike Hartwig (* 1962), deutsche Leichtathletin
- Heinrich Hartwig (Politiker) (1875–1945), deutscher Politiker (Zentrum)
- Heinrich Hartwig (Statistiker) (1907–1981), deutscher Statistiker und Hochschullehrer
- Heinrich Wilhelm Hartwig (1792–1863), deutscher Politiker, Oberbürgermeister von Kassel
- Heinz Hartwig (Journalist) (Heinz Georg Hartwig; 1907–1988), deutscher Journalist, Texter und Kabarettist
- Heinz Hartwig (Regisseur) (1944–2010), österreichischer Hörspiel- und Theaterregisseur, Autor und Dramaturg
- Helmut Hartwig (Generalmajor) (1920–1994), deutscher Politiker (KPD/SED) und Generalmajor des Ministeriums für Staatssicherheit
- Helmut Hartwig (Autor) (* 1936), deutscher Autor und Hochschullehrer
- Hermann Hartwig (Autor) (1910–?), deutscher Mundartautor
- Hermann Hartwig (Zoologe) (1910–2012), deutscher Zoologe
- Hermann Julius Hartwig (1876–1945), deutscher Verwaltungsjurist, Statistiker und Historiker
- Hulle Hartwig (* 1949), deutsche Politikerin (SPD)

#### I
- Ina Hartwig (* 1963), deutsche Autorin und Literaturkritikerin

#### J
- Jan Hartwig (* 1982), deutscher Koch
- Janina Hartwig (* 1961), deutsche Schauspielerin
- Jeff Hartwig (* 1967), US-amerikanischer Leichtathlet
- Jens Hartwig (* 1980), deutscher Schauspieler
- Jimmy Hartwig (* 1954), deutscher Fußballspieler
- Johannes Hartwig (1886–1948), deutscher Politiker
- John F. Hartwig (* 1964), US-amerikanischer Chemiker
- Josef Hartwig (1880–1955), deutscher Künstler
- Julia Hartwig (1921–2017), polnische Schriftstellerin
- Julius Hartwig (Gärtner) (August Karl Julius Hartwig; 1823–1913), deutscher Gärtner und Landschaftsarchitekt
- Julius Hartwig (1876–1945), deutscher Jurist, Statistiker und Historiker, siehe Hermann Julius Hartwig

#### K
- Karl von Hartwig (1822–1885), preußischer Regierungsrat
- Karl Hartwig (Bankier) (1881–nach 1945), deutscher Bankier
- Karl Hartwig (1881–1958), deutscher Abgeordneter
- Karl-Hans Hartwig (* 1948), deutscher Wirtschaftswissenschaftler
- Karl Lœillot-Hartwig (1798–1864), deutsch-französischer Maler und Lithograf
- Knut Hartwig (Schauspieler) (1891–1977), deutscher Schauspieler und Synchronsprecher
- Knut Hartwig (Fußballspieler) (* 1969), deutscher Fußballspieler und Schauspieler
- Kurt Hartwig (1887–1972), deutscher Marineoffizier

#### L
- Luis Hartwig (* 2002), deutscher Fußballspieler
- Luise Hartwig (* 1955), deutsche Erziehungswissenschaftlerin

#### M
- Maria Magdalena Hartwig, Opfer der Hexenverfolgung in Wildungen, siehe Susanne Weber
- Martin Hartwig (1877–1966), deutscher Regisseur und Schauspieler

#### N
- Nikolaus Hartwig (1857–1914), russischer Diplomat

#### O
- Otto Hartwig (1830–1903), deutscher Bibliothekar und Geschichtsforscher

#### P
- Paul Hartwig (Archäologe) (1859–1919), deutscher Klassischer Archäologe
- Paul Hermann Hartwig (1872–1927), deutscher Publizist und Schriftsteller
- Paul Hartwig (Politiker) (1897–1960), deutscher Politiker (SPD)
- Paul Hartwig (Admiral) (1915–2014), deutscher Admiral
- Paul Hermann Hartwig (1872–1927), Publizist und Schriftsteller
- Peter Hartwig (* 1964), deutscher Filmproduzent

#### R
- Renate Hartwig (* 1948), deutsche Autorin
- Rex Hartwig (1929–2022), australischer Tennisspieler
- Richard von Hartwig (1849–1917), deutscher Schriftsteller
- Richard Hartwig (1938–2025), deutscher Basketballfunktionär
- Roland Hartwig (* 1954), deutscher Politiker
- Rudolf Hartwig (* 1931), deutscher Jurist und Polizist

#### S
- Sidney Hartwig (* 1987), deutsche Schauspielerin
- Susanne Hartwig (* 1969), deutsche Romanistin
- Sven Hartwig (* 1984), deutscher Fußballspieler

#### T
- Theodor Hartwig (Philosoph) (1872–1958), österreichischer Kulturphilosoph, Publizist und Freidenker
- Theodor Hartwig (Politiker) (1878–1948), deutscher Gewerkschafter und Politiker (SPD)
- Thomas Hartwig (* 1941), deutscher Filmregisseur und Autor
- Traute Hartwig (1914–1999), österreichische Politikerin (SPÖ), Steirische Landtagsabgeordnete

#### W
- Waldemar Hartwig (1851–1901), deutscher Ornithologe
- Walter Hartwig (1874–1942), deutscher Maler
- Wilhelm Hartwig (1894–?), deutscher Mineraloge
- Wolf C. Hartwig (1919–2017), deutscher Filmproduzent
- Wolfgang Hartwig (Journalist) (1929–2017), deutscher Sportjournalist und Autor

### Vorname

#### A
- Hartwig Akkermann (1953–2015), deutscher Autor
- Hartwig Albiro (1931–2024), deutscher Regisseur, Schauspieler und Theaterdirektor
- Hartwig Altenmüller (* 1938), deutscher Ägyptologe
- Hartwig Ammann (1927–2007), deutscher Pastor und Heimatforscher

#### B
- Hartwig Ludwig Christian Bacmeister (1730–1806), deutscher Historiker, Geograph, Linguist und Bibliograph
- Hartwig Balzer (* 1945), deutscher Jurist
- Hartwig Bambamius (Jurist) (um 1620–1688), deutscher Jurist
- Hartwig Bambamius (Theologe) (1685–1742), deutscher Theologe
- Hartwig Bartz (1936–2001), deutscher Schlagzeuger des Modern Jazz
- Hartwig Bauer (* 1942), deutscher Chirurg
- Hartwig Berger (* 1943), deutscher Philosoph, Soziologe und Politiker (AL, Bündnis 90/Die Grünen), MdA
- Hartwig Bertrams (* 1948), deutscher Autorennfahrer
- Hartwig Beseler (1920–2005), deutscher Landeskonservator
- Hartwig Bleidick (* 1944), deutscher Fußballspieler
- Hartwig Bohne (* 1976), deutscher Wirtschaftsprofessor und Unternehmensberater
- Hartwig Julius Ludwig von Both (1789–1857), Gesandter am Bundestag des Deutschen Bundes
- Hartwig Brandt (1936–2017), deutscher Historiker
- Hartwig Bugiel (* 1943), deutscher FDGB-Funktionär
- Hartwig von Bülow (Domdechant) (1568–1639), deutscher Gutsherr und Domdechant
- Hartwig von Bülow (Generalmajor) (1871–1939), deutscher Generalmajor

#### C
- Hartwig Naphtali Carlebach (1889–1967), deutsch-amerikanischer Rabbiner
- Hartwig Cleve (Jurist) (1811–1883), deutscher Verwaltungsjurist

#### D
- Hartwig von Dassel (Jurist) (1557–1608), deutscher Jurist
- Hartwig von Dassel (Admiral) (1861–1933), deutscher Admiral
- Hartwig Derenbourg (1844–1908), französischer Orientalist
- Hartwig Donner (* 1941), deutscher Rechtswissenschaftler, Rektor und Präsident der Universität Lüneburg

#### E
- Hartwig Ebersbach (* 1940), deutscher Maler
- Hartwig Erdmann von Eichendorff († 1683), Landeshauptmann, kaiserlicher und königlicher Rat im Herzogtum Jägerndorf
- Hartwig von Eichendorff (1860–1944), königlich-preußischer Offizier, zuletzt Generalleutnant
- Hartwig von Engel (1873–1926), deutscher Verwaltungsjurist und Politiker
- Hartwig Eschenburg (1934–2025), deutscher Kantor, Kirchenmusikdirektor

#### F
- Hartwig Fiege (1901–1997), deutscher Lehrer, Professor, Historiker und Publizist
- Hartwig Fischer (Politiker) (* 1948), deutscher Politiker (CDU)
- Hartwig Fischer (Kunsthistoriker) (* 1962), deutscher Kunsthistoriker
- Hartwig Floto (1825–1881), deutscher Historiker
- Hartwig Franzen (1878–1923), deutscher Chemiker
- Hartwig Freiesleben (* 1942), deutscher Kernphysiker

#### G
- Hartwig Gauder (1954–2020), deutscher Leichtathlet und Olympiasieger
- Hartwig H. Geiger (* 1939), deutscher Agrarwissenschaftler und emeritierter Hochschullehrer
- Hartwig Gent (* 1949), deutscher Fußballspieler
- Hartwig Gernandt (* 1943), deutscher Physiker und Polarforscher
- Hartwig Golf (1913–1998), deutscher Politiker (NPD), MdL
- Hartwig Gottwald (1917–2005), deutscher Politiker (CDU), MdL
- Hartwig Groth (* 1952), deutscher Gambist und Musikpädagoge

#### H
- Hartwig Hamer (* 1943), deutscher Maler und Grafiker
- Hartwig Hasselbruch (* 1955), deutscher Fußballspieler und Sportjournalist
- Hartwig Haubrich (* 1932), deutscher Geograph und Geographiedidaktiker
- Hartwig Hausdorf (* 1955), deutscher Autor von parawissenschaftlichen Werken
- Hartwig Johann Christoph von Hedemann (1756–1816), deutscher Generalmajor und Stadtkommandant von Hannover
- Hartwig von Hedemann-Heespen (1882–1960), deutscher Gutsbesitzer, Verwaltungsbeamter, Naturschutzbeauftragter und Vogelexperte
- Hartwig Heidorn (1931–2012), deutscher Jurist, Bremer Staatsrat
- Hartwig Heinemeier, deutscher Berufsschullehrer und Fachbuchautor
- Hartwig Henze (* 1938), deutscher Jurist, Richter am Bundesgerichtshof
- Hartwig Hesse (1778–1849), deutscher Kaufmann und Stifter
- Hartwig Hirschfeld (1854–1934), britischer Orientalist
- Hartwig Hochstein (* 1943), deutscher Journalist und Autor
- Hartwig Höcker (* 1937), deutscher Chemiker, Professor für Textilchemie und Makromolekulare Chemie
- Hartwig Ludwig Anton von Hoym (1750–1811), preußischer Staatsmann
- Hartwig Hufnagl (* 1976), österreichischer Manager
- Hartwig von Hundt-Radowsky (1780–1835), deutscher Autor und Antisemit

#### I
- Hartwig Isernhagen (* 1940), deutscher Anglist

#### K
- Hartwig Kalverkämper (* 1949), deutscher Romanist
- Hartwig Kelm (1933–2012), deutscher Chemiker, Intendant des Hessischen Rundfunks, Präsident der Hochschule Frankfurt
- Hartwig Kirschner (1922–1995), deutscher Chirurg
- Hartwig Klatt (* 1952), deutscher Fußballspieler
- Hartwig König (* 1963), deutscher Filmproduzent
- Hartwig Köpcke (* 1944), deutscher Fußballspieler
- Hartwig Kuhlenbeck (1897–1984), deutschamerikanischer Arzt und Neuroanatom

#### L
- Hartwig von Linstow (1810–1884), dänisch-deutscher Verwaltungsjurist, kommissarischer Präsident der Regierung des Herzogtums Lauenburg in Ratzeburg
- Hartwig Lödige (1952–2015), deutscher Buchautor
- Hartwig Löger (* 1965), österreichischer Manager und Politiker
- Hartwig Lohmann, deutscher Schreiber, Arzt und Laientheologe
- Hartwig Lohse (1926–1995), deutscher Bibliothekar
- Hartwig Looks (1917–2005), deutscher Kapitänleutnant und U-Boot-Kommandant
- Hartwig Lüdtke (* 1954), deutscher Archäologe und Museumsdirektor
- Hartwig von Ludwiger (1895–1947), deutscher Generalleutnant im Zweiten Weltkrieg

#### M
- Hartwig Masuch (* 1954), deutscher Musikmanager und ehemaliger Musikproduzent
- Hartwig Mauritz (* 1964), deutscher Lyriker
- Hartwig Michels (1941–2020), deutscher Erfinder von Luftkissentransportern und Unternehmer
- Hartwig Möller (* 1944), deutscher Jurist, Leiter des Landesamtes für Verfassungsschutz Nordrhein-Westfalen
- Hartwig Johann Moller (1677–1732), deutscher Jurist, Oberaltensekretär und Ratsherr der Freien und Hansestadt Hamburg
- Hartwig von Mouillard (1920–1991), deutscher Journalist
- Hartwig Müller (* 1940), deutscher Polizeioffizier und Generalmajor der VP

#### N
- Hartwig Neumann (1942–1992), deutscher Hauptschullehrer, Bauhistoriker und Festungsforscher

#### O
- Hartwig Othmer (* 1963), deutscher Jurist

#### P
- Hartwig von Passow (Politiker) (1599–1644), deutscher Politiker und Diplomat
- Hartwig von Passow (General) († 1706), deutscher General in dänischen Diensten
- Hartwig Peetz (1822–1892), deutscher Finanzbeamter und Lokalhistoriker
- Hartwig Peters (1784–1848), deutscher Pastor in Koldenbüttel und Flensburg
- Hartwig Patrick Peters (* 1957), deutscher Regisseur, Drehbuchautor und Schauspieler
- Hartwig Piepenbrock (1937–2013), deutscher Unternehmer
- Hartwig von Platen (Maler) (1875–1924), deutscher Maler
- Hartwig von Platen (General) (1878–1938), deutscher Generalmajor

#### R
- Hartwig Reimann (* 1938), deutscher Kommunalpolitiker (SPD)
- Hartwig Reventlow, Ritter
- Hartwig von Rheden (1885–1957), deutscher Politiker (NSDAP), MdR
- Hartwig Rudolz (* 1955), deutscher Choreograph, Sänger, Schauspieler und Theaterregisseur
- Hartwig Runge (* 1938), deutscher Schlagersänger und Komponist

#### S
- Hartwig Asch von Schack (1685–1734), deutsch-dänischer Generalmajor und Träger des Dannebrog-Ordens
- Hartwig von Schack (1728–1809), preußischer Generalmajor und Kommandant von Würzburg
- Hartwig Schierbaum (* 1954), deutscher Musiker
- Hartwig Schlegelberger (1913–1997), deutscher Politiker (CDU), MdL, Landesminister in Schleswig-Holstein
- Hartwig Schmidenstet (1539–1595), deutscher Rhetoriker
- Hartwig Schmidt (1942–2016), deutscher Bauforscher und Denkmalpfleger
- Hartwig von Schubert (* 1954), deutscher evangelischer Theologe
- Hartwig Schultz (* 1941), deutscher Literaturwissenschaftler
- Hartwig Schur (* 1947), deutscher Eishockeyspieler und -trainer
- Hartwig Schütt (1923–2009), deutscher Malakologe und Chemiker
- Hartwig Sievers (1902–1970), deutscher Schauspieler und Hörspielsprecher
- Hartwig von Spreckelsen (1624–1680), deutscher Jurist, Hamburger Ratsherr und Amtmann in Ritzebüttel
- Hartwig Stange († 1514), Ratsherr der Hansestadt Lübeck
- Hartwig Steenken (1941–1978), deutscher Springreiter
- Hartwig Steusloff (1937–2021), deutscher Nachrichtentechniker, Informatiker und Hochschullehrer
- Hartwig von Stiten (Politiker, † 1511), deutscher Politiker, Bürgermeister von Lübeck
- Hartwig von Stiten (Politiker, † 1635), deutscher Politiker, Ratsherr in Lübeck
- Hartwig von Stiten (Politiker, 1640) (1640–1692), deutscher Politiker, Ratsherr in Lübeck
- Hartwig Strobel (* 1937), deutscher Kameramann und Drehbuchautor
- Hartwig Suhrbier (* 1942), deutscher Literaturwissenschaftler und Hörfunkredakteur
- Hartwig II. von der Sültzen, Ratsherr und Bürgermeister von der Hansestadt Lüneburg

#### T
- Hartwig Thöne (* 1975), deutscher Moderator, Sportkommentator und Sportjournalist
- Hartwig Thyen (1927–2015), deutscher evangelischer Theologe

#### U
- Hartwig Unterberger (1934–2019), österreichischer Maler und Bildhauer

#### W
- Hartwig Karl von Wartenberg (1711–1757), königlich preußischer Generalmajor
- Hartwig Weidemann (1921–2009), deutscher Meteorologe, Meereskundler und Ozeanograph
- Hartwig von Wersebe (1879–1968), deutscher Opernsänger
- Hartwig Wessely (1725–1805), deutscher Dichter, Aufklärer und Kaufmann
- Hartwig Wichelmann (1612–1647), deutscher Philosoph
- Hartwig Friedrich Wiese (1840–1905), deutscher Ingenieur, Standesbeamter und Ornithologe

#### Z
- Hartwig Zukunft (1938–2020), deutscher Fußballspieler
- Hartwig Zürn (1916–2001), deutscher Prähistoriker und Landeskonservator